# Will Peltz
William 'Will' Peltz (New York, 30 mei 1986) is een Amerikaans acteur. 

## Biografie
Peltz werd geboren als zoon van miljardair Nelson Peltz in een gezin van zeven broers en zussen en nog eens twee uit een eerder huwelijk van zijn vader. Een van zijn zussen is actrice Nicola. In zijn jeugd was hij actief in ijshockey en speelde in teamverband, door zijn zus Nicola kwam hij in aanraking met het acteren. In 2009 verhuisde Peltz naar Los Angeles voor zijn acteercarrière. 
Peltz begon in 2010 met acteren in de televisieserie Medium, waarna hij nog meerdere rollen speelde in televisieseries en films.

## Filmografie

### Films
Uitgezonderd korte films.
- 2024 Off the Record - als Huxley
- 2024 Somnium - als Noah
- 2024 Lola - als Frankie
- 2023 The Nana Project - als Cody
- 2023 Deltopia - als Slim
- 2023 The List - als Avon
- 2023 The Resurrection of Charles Manson - als Lucas Williams
- 2022 Hunt Club - als Jackson
- 2022 Exploited - als Jacob
- 2021 13 Minutes - als Luke
- 2020 InstaFame - als Kurt
- 2019 You Are Here - als Richard
- 2018 Time Freak - als Ryan
- 2018 Sierra Burgess Is a Loser - als Spence
- 2017 Cool Girls - als Colin
- 2015 Safelight - als Jason
- 2014 Men, Women & Children - als Brandon Lender
- 2014 Cybernatural - als Adam
- 2013 Paranoia - als Morgan
- 2013 As Cool as I Am - als Tim
- 2013 Sugar - als Free
- 2012 The Collection - als Brian
- 2012 To Write Love on Her Arms - als Sean
- 2011 In Time - als Pierre
- 2011 Abduction - als Jake

### Televisieseries
Uitgezonderd eenmalige gastrollen.
- 2023 Mayans M.C. - als Tony - 2 afl.
- 2021 Manifest - als Levi - 3 afl.
- 2016 The Deleted - als Mason - 6 afl.
- 2010 Entourage - als assistent van Amanda - 2 afl.

- Bibliothèque nationale de France: cb17008783h (data)
- Gemeinsame Normdatei: 1297202449
- International Standard Name Identifier: 0000 0004 5294 6201
- Library of Congress Control Number: no2019147654
- Système universitaire de documentation: 19171125X
- Virtual International Authority File: 3145244315774480252
- WorldCat: E39PBJht9HbPM4tjPHGBFWCYT3